# 高华峰
高华峰，日本称奈良原岳（ならはらだけ），是位於釣魚台島上的一座山峰，位置在島上的中部偏西。高华峰是島上的最高峰，也是釣魚台的主峰，海拔高度爲362米。中华人民共和国在2012年9月命名為“高華峰”，其中“高”表示“高大”，“华”代表“中华”。日文名的由來是取自沖繩縣知事奈良原繁的姓氏。中華民國則稱為釣魚台主峰。
高华峰地勢陡峭，南面俯瞰汇鱼湾，东边俯瞰东钓角，北边俯瞰北钓角，北邊發源有雙溪和龍頭溪。